# إيفي غوميز
إيفي غوميز (بالإسبانية: Efe Gómez)‏ هو كاتب كولومبي، ولد في 1867 في Fredonia, Antioquia ‏ في كولومبيا، وتوفي في 1938 في كولومبيا.